# Frančišek Kralj
Frančišek Kralj, slovenski rimskokatoliški duhovnik, pesnik in pisatelj, * 24. marec 1875, Struge, † 6. marec 1958, Struge.

## Življenjepis
Frančišek Kralj je ljudsko šolo  obiskoval v Strugah na Dolenjskem in Ljubljani, kjer je dokončal tudi gimnazijo in leta 1894 maturiral. Nato je v Ljubljani nadaljeval študij teologije in bil 1900 posvečen v duhovnika. Kot kaplan je služboval v Loškem potoku (1900–1902), na Jesenicah (1902–1904), kot beneficijat v Šmartnem pri Litiji (1904–1908). Nato je bil premeščen za župnika v Dobrnič (1908–1912). Zaradi bolezni je stopil v začasni pokoj in bival 1912 v Zalem Logu pri Železnikih, od 1913–1931 v Litiji in nazadnje na Uršnih selih.

## Literarno delo
Kot pesnik in pisatelj je svoja dela objavljal pod psevdonimom Angelar Zdenčan. S svojimi knjževnimi deli je sodeloval pri Vrtcu in Angelčku, Ljubljanskem Zvonu,  dijaški Zori,  Bogoljubu, Pomladnih glasih (7.–10. letnik, 10. letnik je tudi uredil) in Krekovem Glasniku (delavske pesmi). Najbolj se je uveljavil v mladinskem slovstvu; zlasti v Vrtcu, kjer je sredi 90. let 19. stoletja objavil veliko število spodbudnih pesmi, pripovedk in dramskih prizorov.  Mladinskemu slovstvu  je ostal najdlje zvest. V ostali književnosti je šel idejno večinoma vzporedno z idealističnimi težnjami tedanjega katoliškega preporoda. Oblikovno sta nanj vplivala Gregorčič in Aškerc. Napisal je tudi romantično realistično povest Zadnja čarovnica (Zora, 1897). V rokopisu je ohranjena poleg drugih spisov še drama v verzih Hanibalova smrt.